# Ernst-Gunnar Samuelsson
Ernst-Gunnar Samuelsson, född den 20 mars 1923 i Lund, död den 29 november 1998 i Ålsgårde, Danmark, var en svensk kemist, verksam som professor vid  Veterinær- og Landbohøjskolen i Köpenhamn.

## Biografi
Ernst-Gunnar Samuelsson föddes i Lund 1923 som son till professor Ernst Samuelsson och Gerda Samuelsson, född von Garreltz. Han tog mejeriingenjörsexamen på Lantbrukshögskolan i Alnarp 1951, filosofie kandidatexamen på Lunds universitet 1958 och agronomie licentiatexamen på  Norges Landbrukshøgskole 1962. Har var sedan laborator och försöksledare på mejeriavdelningen i Alnarp. År 1967 disputerade Samuelsson för agronomie doktorsgrad vid Lantbrukshögskolan i Ultuna och blev docent i livsmedelsteknologi vid Lunds Universitet. År 1969 utnämndes han till professor vid  Veterinær- og Landbohøjskolen i Köpenhamn, där han stannade till pensioneringen. Han dog 1998 i Ålsgårde, Danmark.

## Vetenskaplig forskning
Samuelsson studerade de kemiska egenskaperna i mjölk, grädde och smör samt deras effekter på människan. Han var en internationellt ledande forskare angående koppar i mejeriprodukter, vilket är ett livsviktigt spårämne i kosten. Som en del av detta forskningssämne studerade han också ceruloplasmin, det huvudsakliga koppartransporterande  proteinet i blodet. Samuelsson utvecklade ett antal tekniska metoder för att mäta olika kemiska ämnen i mjölkprodukter. Han studerade också effekterna av pastörisering på både  smak och mjölkallergi.